# Seznam předsedů KDU-ČSL
Toto je seznam předsedů politické strany KDU-ČSL od jejího založení v lednu 1919 (jako ČSL) po současnost.

## Předsedové ČSL (1919–1922)
V tomto období se strana skládala ze dvou částí (české a moravské), z niž každé mělo vlastního předsedu. Zemští předsedové s poměrně vysokými pravomocemi zůstali zachováni i po zavedení společného předsedy v roce 1922.
- Jan Šrámek (1919–1922) v moravské části
- František Šabata (1919–1922) v české části

## Předsedové ČSL (1922–1948)
| Říšský předseda ČSL                                            |            |      |      |
| Pořadí                                                         | Osoba      | od   | do   |
| 1.                                                             | Jan Šrámek | 1922 | 1938 |
| V letech 1938–1939 byla ČSL včleněna do Strany národní jednoty |            |      |      |
| Předseda ČSL                                                   |            |      |      |
| 1.                                                             | Jan Šrámek | 1945 | 1948 |

| Zemský předseda ČSL v Čechách předseda zemského výkonného výboru |                  |      |      |
| Pořadí                                                           | Osoba            | od   | do   |
| 1.                                                               | František Šabata | 1922 | 1923 |
| 2.                                                               | Bohumil Stašek   | 1923 | 1938 |

| Zemský předseda ČSL na Moravě předseda zemského výkonného výboru |            |      |      |
| Pořadí                                                           | Osoba      | od   | do   |
| 1.                                                               | Jan Šrámek | 1922 | 1938 |

| Zemský předseda ČSL na Slovensku předseda zemského výkonného výboru |               |      |      |
| Pořadí                                                              | Osoba         | od   | do   |
| 1.                                                                  | Martin Mičura | 1925 | 1938 |

| Zemský předseda ČSL na Podkarpatské Rusi předseda zemského výkonného výboru |                  |      |      |
| Pořadí                                                                      | Osoba            | od   | do   |
| 1.                                                                          | Augustin Vološin | 1924 | 1938 |

## Předsedové „obrozené ČSL“
Zde jsou předsedové volení v době, kdy byly politika strany (i volby jejích orgánů) silně ovlivňovány ze strany KSČ. Legitimita volby je často velmi sporná. V této době existovalo také několik exilových organizací a stran založených významnými členy ČSL uprchlých do zahraničí. Vzhledem k jejich roztříštěnosti však nelze mluvit o tom, že by obrozená ČSL měla nějaký věrohodný exilový protějšek.
| Pořadí | Osoba            | od   | do   |
| ------ | ---------------- | ---- | ---- |
| 2.     | Alois Petr       | 1948 | 1951 |
| 3.     | Josef Plojhar    | 1951 | 1968 |
| 4.     | Antonín Pospíšil | 1968 | 1973 |
| 5.     | Rostislav Petera | 1973 | 1980 |
| 6.     | František Toman  | 1980 | 1981 |
| 7.     | Zbyněk Žalman    | 1981 | 1989 |

## Předsedové ČSL po listopadu 1989
| Pořadí | Osoba           | od   | do   |
| ------ | --------------- | ---- | ---- |
| 8.     | Josef Bartončík | 1989 | 1990 |
| 9.     | Josef Lux       | 1990 | 1992 |

## Předsedové KDU-ČSL
| Pořadí           | Portrét | Osoba             | od                 | do                 |
| ---------------- | ------- | ----------------- | ------------------ | ------------------ |
| 9.               |         | Josef Lux         | 1992               | 24. září 1998      |
| pověřen řízením  |         | Jan Kasal         | 24. září 1998      | 29. května 1999    |
| 10.              |         | Jan Kasal         | 29. května 1999    | 26. května 2001    |
| 11.              |         | Cyril Svoboda     | 26. května 2001    | 8. listopadu 2003  |
| 12.              |         | Miroslav Kalousek | 8. listopadu 2003  | 25. srpna 2006     |
| pověřen řízením  |         | Jan Kasal         | 25. srpna 2006     | 9. prosince 2006   |
| 13.              |         | Jiří Čunek        | 9. prosince 2006   | 30. května 2009    |
| 14.              |         | Cyril Svoboda     | 30. května 2009    | 29. května 2010    |
| pověřena řízením |         | Michaela Šojdrová | 29. května 2010    | 20. listopadu 2010 |
| 15.              |         | Pavel Bělobrádek  | 20. listopadu 2010 | 29. března 2019    |
| 16.              |         | Marek Výborný     | 29. března 2019    | 25. ledna 2020     |
| 17.              |         | Marian Jurečka    | 25. ledna 2020     | 18. října 2024     |
| 18.              |         | Marek Výborný     | 18. října 2024     | úřadující          |

## Další vedení

### Seznam generálních tajemníků a sekretářů
- Vladimír Červenka (1922–1946)
- Adolf Klimek (1946–1948)
- Eduard Hála (1948)
- Antonín Pospíšil (1949–1951)
- Josef Gemrot (1952–1965)
- Václav Pacner (1965–1968)
- Jan Pauly (1968–1970)
- Rostislav Petera (1970–1973)
- Josef Andrš (1973–1989)
- Richard Sacher (1989–1990)
- Jiří Černý (1990)
- Pavel Šustr (1990–1992)
- Milan Barat (1992–1994)
- Tomáš Roubíček (1995–1996)
- Petr Rybář (1996–2007)
- Aleš Kašpar (2007–2009)
- Jiří Stodůlka (2009–2010)
- Pavel Hořava (od 2010)